# Slaven Burić
Slaven Burić (Split, 1917. — 19. travnja 1942.), hrvatski pripadnik pokreta otpora u Drugome svjetskom ratu i komunist

## Životopis
Rodio se je u Splitu. Po zanimanju tipograf. Učlanio se u komuniste i djelovao među mladeži. Sudionik u demonstracijama i štrajkovima koje je organizirala Partija. Izdavao je omladinski list Napredak, koji je uređivao Ervin Klarić. Bio je u udarnim skupinama. Otkako je Split došao pod osovinsku vlast, djelovao protiv osovinske vlasti diverzijama, sabotažama i bombaškim akcijama. Bio je na popisu traženih osoba organa fašističke Italije. Intenzivno su ga tražili, a poginuo je skupa s Ervinom Klarićem na jednoj od tajnih zadaća. Talijanski organi su ga otkrili i ubili.
U Splitu se je u doba socijalističke Jugoslavije po Buriću i Klariću zvala jedna ulica.